# 東大阪市立八戸の里小学校
東大阪市立八戸の里小学校（ひがしおおさかしりつ やえのさとしょうがっこう）は、大阪府東大阪市下小阪五丁目にある公立小学校。

## 沿革
1954年に布施市立小阪小学校より分離し、布施市立八戸の里小学校として開校した。1967年に布施市など3市合併で東大阪市が発足したことに伴い、現在の校名・東大阪市立八戸の里小学校へ改称されている。
一時期、当時校区内にあった東大阪市立中央病院に院内学級を開設していた。しかし中央病院が移転し東大阪市立総合病院へと改編されたことで、院内学級は廃止され、東大阪市立意岐部小学校院内学級へと移管されている。
1979年に当校の校区を分離し、東大阪市立八戸の里東小学校が開校している。

### 年表
- 1954年 - 布施市立八戸の里小学校として開校。
- 1955年 - 校歌制定。
- 1967年2月1日 - 東大阪市立八戸の里小学校と改称。
- 1979年 - 東大阪市立八戸の里東小学校を分離。
- 1979年 - 養護学級設置。
- 1985年 - プール竣工。

## 通学区域
- 東大阪市 小阪1丁目（一部を除く）、小阪2・3丁目、小阪本町1丁目（一部を除く）、下小阪1丁目（一部）、下小阪2丁目、下小阪3丁目（一部を除く）、下小阪4丁目（一部を除く）、下小阪5丁目、御厨栄町1丁目（一部）、御厨南1丁目(一部)、御厨南2丁目(一部を除く)、御厨南3丁目(一部を除く)。

卒業生は東大阪市立小阪中学校に進学する。

## 交通
- 近鉄奈良線 八戸ノ里駅 南へすぐ。